# 墨西哥擬八哥
墨西哥擬八哥（Quiscalus palustris），又名細嘴擬八哥，是墨西哥特有的一種擬黃鸝科鳥類。牠們因棲息地消失而滅絕了。